# Pariana obtusa
Pariana obtusa är en gräsart som beskrevs av Jason Richard Swallen. Pariana obtusa ingår i släktet Pariana och familjen gräs. Inga underarter finns listade i Catalogue of Life.